# Achang jezik
Achang jezik (Acang, Ach'ang, Achung, Ahchan, Anchan, Atsang, Chung, Maingtha, Mönghsa, Ngacang, Ngac'ang, Ngachang, Ngatsang, Ngo Chang, Ngochang, Tai Sa'; ISO 639-3: acn),jedan od šest sjevernoburmanskih jezika, šire lolo-burmanske skupine, koji se govori u kineskoj provinciji Yunnan i u susjednoj Burmi, zapadno od rijeke Irrawaddy.
U Kini se govore tri dijalekta: longchuan, lianghe i luxi, a u Burmi jedan, maingtha. Blizu 30 000 govornika, od čega 27 708 u Kini (1990) i 1 700 u Burmi (1983). Njihov vlastiti naziv je Ngochang, u Kini je nazivan achang i u Burmi Maingtha.

## Vanjske poveznice
- Ethnologue (14th)
- Ethnologue (15th)